# 2011-es Formula–1 belga nagydíj
A belga nagydíj volt a 2011-es Formula–1 világbajnokság tizenkettedik futama, amelyet 2011. augusztus 26. és augusztus 28. között rendeztek meg a belgiumi Circuit de Spa-Francorchampson, Spában. Michael Schumacher 20 éve 1991. augusztus 25-én mutatkozott be a belga nagydíjon.

## Szabadedzések

### Első szabadedzés
A belga nagydíj első szabadedzését augusztus 26-án, pénteken délelőtt tartották.
| Helyezés | Versenyző          | Csapat/Motor         | Elért idő | Különbség | Futott kör |
| -------- | ------------------ | -------------------- | --------- | --------- | ---------- |
| 1        | Michael Schumacher | Mercedes             | 1:54,355  | −         | 13         |
| 2        | Nico Rosberg       | Mercedes             | 1:54,829  | +0,474    | 15         |
| 3        | Jenson Button      | McLaren-Mercedes     | 2:02,740  | +8,385    | 8          |
| 4        | Sebastian Vettel   | Red Bull-Renault     | 2:03,752  | +9,397    | 10         |
| 5        | Lewis Hamilton     | McLaren-Mercedes     | 2:04,301  | +9,946    | 7          |
| 6        | Adrian Sutil       | Force India-Mercedes | 2:04,663  | +10,308   | 18         |
| 7        | Felipe Massa       | Ferrari              | 2:04,728  | +10,373   | 10         |
| 8        | Rubens Barrichello | Williams-Cosworth    | 2:05,391  | +11,036   | 12         |
| 9        | Jaime Alguersuari  | Toro Rosso-Ferrari   | 2:06,583  | +12,228   | 16         |
| 10       | Kobajasi Kamui     | Sauber-Ferrari       | 2:06,886  | +12,531   | 15         |
| 11       | Fernando Alonso    | Ferrari              | 2:07,055  | +12,700   | 12         |
| 12       | Sergio Pérez       | Sauber-Ferrari       | 2:07,481  | +13,126   | 15         |
| 13       | Jarno Trulli       | Lotus-Renault        | 2:08,233  | +13,878   | 14         |
| 14       | Sébastien Buemi    | Toro Rosso-Ferrari   | 2:08,239  | +13,884   | 14         |
| 15       | Pastor Maldonado   | Williams-Cosworth    | 2:08,918  | +14,563   | 10         |
| 16       | Mark Webber        | Red Bull-Renault     | 2:09,792  | +15,437   | 8          |
| 17       | Timo Glock         | Virgin-Cosworth      | 2:12,278  | +17,923   | 13         |
| 18       | Vitantonio Liuzzi  | HRT-Cosworth         | 2:12,389  | +18,034   | 10         |
| 19       | Jérôme d’Ambrosio  | Virgin-Cosworth      | 2:12,772  | +18,417   | 13         |
| 20       | Paul di Resta      | Force India-Mercedes | 2:13,058  | +18,703   | 8          |
| 21       | Karun Chandhok     | Lotus-Renault        | 2:13,090  | +18,735   | 11         |
| 22       | Vitalij Petrov     | Renault              | 2:13,601  | +19,246   | 10         |
| 23       | Bruno Senna        | Renault              | 2:14,340  | +19,985   | 7          |
| 24       | Daniel Ricciardo   | HRT-Cosworth         | 2:14,933  | +20,578   | 11         |

### Második szabadedzés
A belga nagydíj második szabadedzését augusztus 26-án, pénteken délután tartották.
| Helyezés | Versenyző          | Csapat/Motor         | Elért idő | Különbség | Futott kör |
| -------- | ------------------ | -------------------- | --------- | --------- | ---------- |
| 1        | Mark Webber        | Red Bull-Renault     | 1:50,321  | −         | 22         |
| 2        | Fernando Alonso    | Ferrari              | 1:50,461  | +0,140    | 19         |
| 3        | Jenson Button      | McLaren-Mercedes     | 1:50,770  | +0,449    | 9          |
| 4        | Lewis Hamilton     | McLaren-Mercedes     | 1:50,838  | +0,517    | 9          |
| 5        | Felipe Massa       | Ferrari              | 1:51,218  | +0,897    | 15         |
| 6        | Nico Rosberg       | Mercedes             | 1:51,242  | +0,921    | 23         |
| 7        | Sergio Pérez       | Sauber-Ferrari       | 1:51,655  | +1,334    | 21         |
| 8        | Nico Hülkenberg    | Force India-Mercedes | 1:51,725  | +1,404    | 18         |
| 9        | Paul di Resta      | Force India-Mercedes | 1:51,751  | +1,430    | 9          |
| 10       | Sebastian Vettel   | Red Bull-Renault     | 1:51,790  | +1,469    | 13         |
| 11       | Michael Schumacher | Mercedes             | 1:51,922  | +1,601    | 23         |
| 12       | Pastor Maldonado   | Williams-Cosworth    | 1:52,750  | +2,429    | 20         |
| 13       | Kobajasi Kamui     | Sauber-Ferrari       | 1:52,780  | + 2,459   | 26         |
| 14       | Jaime Alguersuari  | Toro Rosso-Ferrari   | 1:52,911  | +2,590    | 25         |
| 15       | Sébastien Buemi    | Toro Rosso-Ferrari   | 1:53,009  | +2,688    | 25         |
| 16       | Rubens Barrichello | Williams-Cosworth    | 1:53,156  | +2,835    | 17         |
| 17       | Bruno Senna        | Renault              | 1:53,835  | +3,514    | 21         |
| 18       | Jarno Trulli       | Lotus-Renault        | 1:55,051  | +4,730    | 20         |
| 19       | Timo Glock         | Virgin-Cosworth      | 1:55,494  | +5,173    | 23         |
| 20       | Heikki Kovalainen  | Lotus-Renault        | 1:56,202  | +5,881    | 15         |
| 21       | Jérôme d’Ambrosio  | Virgin-Cosworth      | 1:56,816  | +6,495    | 21         |
| 22       | Vitantonio Liuzzi  | HRT-Cosworth         | 1:57,450  | +7,129    | 19         |
| 23       | Daniel Ricciardo   | HRT-Cosworth         | 1:57,612  | +7,291    | 24         |
| 24       | Vitalij Petrov     | Renault              | 2:02,234  | +11,913   | 12         |

### Harmadik szabadedzés
A belga nagydíj harmadik szabadedzését augusztus 27-én, szombaton délelőtt tartották.
| Helyezés | Versenyző          | Csapat/Motor         | Elért idő  | Különbség | Futott kör |
| -------- | ------------------ | -------------------- | ---------- | --------- | ---------- |
| 1        | Mark Webber        | Red Bull-Renault     | 2:08,988   | −         | 7          |
| 2        | Lewis Hamilton     | McLaren-Mercedes     | 2:09,046   | +0,058    | 8          |
| 3        | Jaime Alguersuari  | Toro Rosso-Ferrari   | 2:09,931   | +0,943    | 16         |
| 4        | Jenson Button      | McLaren-Mercedes     | 2:10,257   | +1,269    | 7          |
| 5        | Sebastian Vettel   | Red Bull-Renault     | 2:10,402   | +1,414    | 9          |
| 6        | Sébastien Buemi    | Toro Rosso-Ferrari   | 2:10,580   | +1,592    | 15         |
| 7        | Nico Rosberg       | Mercedes             | 2:10,837   | +1,849    | 12         |
| 8        | Adrian Sutil       | Force India-Mercedes | 2:11,437   | +2,449    | 13         |
| 9        | Bruno Senna        | Renault              | 2:11,664   | +2,676    | 14         |
| 10       | Michael Schumacher | Mercedes             | 2:11,667   | +2,679    | 10         |
| 11       | Paul di Resta      | Force India-Mercedes | 2:11,874   | +2,886    | 13         |
| 12       | Heikki Kovalainen  | Lotus-Renault        | 2:13,036   | +4,048    | 15         |
| 13       | Pastor Maldonado   | Williams-Cosworth    | 2:13,074   | +4,086    | 12         |
| 14       | Kobajasi Kamui     | Sauber-Ferrari       | 2:13,182   | +4,194    | 12         |
| 15       | Vitalij Petrov     | Renault              | 2:13,290   | +4,302    | 15         |
| 16       | Rubens Barrichello | Williams-Cosworth    | 2:13,778   | +4,790    | 12         |
| 17       | Sergio Pérez       | Sauber-Ferrari       | 2:14,334   | +5,346    | 14         |
| 18       | Jarno Trulli       | Lotus-Renault        | 2:14,682   | +5,694    | 11         |
| 19       | Jérôme d’Ambrosio  | Virgin-Cosworth      | 2:17,159   | +8,171    | 12         |
| 20       | Timo Glock         | Virgin-Cosworth      | 2:18,039   | +9,051    | 10         |
| 21       | Daniel Ricciardo   | HRT-Cosworth         | 2:19,001   | +10,013   | 12         |
| 22       | Vitantonio Liuzzi  | HRT-Cosworth         | 2:19,597   | +10,609   | 14         |
| 23       | Felipe Massa       | Ferrari              | 2:22,454   | +13,466   | 7          |
| 24       | Fernando Alonso    | Ferrari              | idő nélkül |           | 5          |

## Időmérő edzés
A belga nagydíj időmérő edzését augusztus 27-én, szombaton futották.
| 1                     | Sebastian Vettel     | Red Bull-Renault     | 2:03,029   | 2:03,317 | 1:48,298 |
| 2                     | Lewis Hamilton       | McLaren-Mercedes     | 2:03,008   | 2:02,823 | 1:48,730 |
| 3                     | Mark Webber          | Red Bull-Renault     | 2:02,827   | 2:03,302 | 1:49,376 |
| 4                     | Felipe Massa         | Ferrari              | 2:05,834   | 2:04,507 | 1:50,256 |
| 5                     | Nico Rosberg         | Mercedes             | 2:05,091   | 2:03,723 | 1:50,552 |
| 6                     | Jaime Alguersuari    | Toro Rosso-Ferrari   | 2:05,419   | 2:04,561 | 1:50,773 |
| 7                     | Bruno Senna          | Renault              | 2:05,047   | 2:04,452 | 1:51,121 |
| 8                     | Fernando Alonso      | Ferrari              | 2:04,450   | 2:02,768 | 1:51,251 |
| 9                     | Sergio Pérez         | Sauber-Ferrari       | 2:06,284   | 2:04,625 | 1:51,374 |
| 10                    | Vitalij Petrov       | Renault              | 2:05,292   | 2:03,466 | 1:52,303 |
| 11                    | Sébastien Buemi      | Toro Rosso-Ferrari   | 2:04,744   | 2:04,692 |          |
| 12                    | Kobajasi Kamui       | Sauber-Ferrari       | 2:07,194   | 2:04,757 |          |
| 13                    | Jenson Button        | McLaren-Mercedes     | 2:01,813   | 2:05,150 |          |
| 14                    | Rubens Barrichello   | Williams-Cosworth    | 2:05,720   | 2:07,349 |          |
| 15                    | Adrian Sutil         | Force India-Mercedes | 2:06,000   | 2:07,777 |          |
| 16                    | Pastor Maldonado *   | Williams-Cosworth    | 2:05,621   | 2:08,106 |          |
| 17                    | Heikki Kovalainen    | Lotus-Renault        | 2:06,780   | 2:08,354 |          |
| 18                    | Paul di Resta        | Force India-Mercedes | 2:07,758   |          |          |
| 19                    | Jarno Trulli         | Lotus-Renault        | 2:08,773   |          |          |
| 20                    | Timo Glock           | Virgin-Cosworth      | 2:09,566   |          |          |
| 107%-os idő: 2:10,339 |                      |                      |            |          |          |
| 21                    | Jérôme d’Ambrosio ** | Virgin-Cosworth      | 2:11,601   |          |          |
| 22                    | Vitantonio Liuzzi ** | HRT-Cosworth         | 2:11,616   |          |          |
| 23                    | Daniel Ricciardo **  | HRT-Cosworth         | 2:13,077   |          |          |
| 24                    | Michael Schumacher   | Mercedes             | idő nélkül |          |          |

* Maldonado öthelyes rajtbüntetést kapott a Hamiltonnal való ütközés miatt, így a 21. helyről indul.
** d'Ambrosio, Liuzzi és Ricciardo nem teljesítette a 107%-os szabályt, de az esős edzés miatt a futamon elengedték őket.

## Futam
A belga nagydíj futama augusztus 28-án, vasárnap rajtolt.
| helyezés | rajtszám | versenyző          | csapat/motor         | futott kör | idő/kiesés oka   | rajthely | pont |
| -------- | -------- | ------------------ | -------------------- | ---------- | ---------------- | -------- | ---- |
| 1        | 1        | Sebastian Vettel   | Red Bull-Renault     | 44         | 1:26:44,893      | 1        | 25   |
| 2        | 2        | Mark Webber        | Red Bull-Renault     | 44         | +3,741           | 3        | 18   |
| 3        | 4        | Jenson Button      | McLaren-Mercedes     | 44         | +9,669           | 13       | 15   |
| 4        | 5        | Fernando Alonso    | Ferrari              | 44         | +13,022          | 8        | 12   |
| 5        | 7        | Michael Schumacher | Mercedes             | 44         | +47,464          | 24       | 10   |
| 6        | 8        | Nico Rosberg       | Mercedes             | 44         | +48,674          | 5        | 8    |
| 7        | 14       | Adrian Sutil       | Force India-Mercedes | 44         | +59,713          | 15       | 6    |
| 8        | 6        | Felipe Massa       | Ferrari              | 44         | +1:06,706        | 4        | 4    |
| 9        | 10       | Vitalij Petrov     | Renault              | 44         | +1:11,917        | 10       | 2    |
| 10       | 12       | Pastor Maldonado   | Williams-Cosworth    | 44         | +1:17,615        | 21       | 1    |
| 11       | 15       | Paul di Resta      | Force India-Mercedes | 44         | +1:23,994        | 17       |      |
| 12       | 16       | Kobajasi Kamui     | Sauber-Ferrari       | 44         | +1:31,976        | 12       |      |
| 13       | 9        | Bruno Senna        | Renault              | 44         | +1:32,985        | 7        |      |
| 14       | 21       | Jarno Trulli       | Lotus-Renault        | 43         | +1 kör           | 18       |      |
| 15       | 20       | Heikki Kovalainen  | Lotus-Renault        | 43         | +1 kör           | 16       |      |
| 16       | 11       | Rubens Barrichello | Williams-Cosworth    | 43         | +1 kör           | 14       |      |
| 17       | 25       | Jérôme d’Ambrosio  | Virgin-Cosworth      | 43         | +1 kör           | 20       |      |
| 18       | 24       | Timo Glock         | Virgin-Cosworth      | 43         | +1 kör           | 19       |      |
| 19       | 23       | Vitantonio Liuzzi  | HRT-Cosworth         | 43         | +1 kör           | 22       |      |
| ki       | 17       | Sergio Pérez       | Sauber-Ferrari       | 27         | felfüggesztés    | 9        |      |
| ki       | 22       | Daniel Ricciardo   | HRT-Cosworth         | 13         | erőforrás        | 23       |      |
| ki       | 3        | Lewis Hamilton     | McLaren-Mercedes     | 12         | baleset          | 2        |      |
| ki       | 18       | Sébastien Buemi    | Toro Rosso-Ferrari   | 6          | baleseti sérülés | 11       |      |
| ki       | 19       | Jaime Alguersuari  | Toro Rosso-Ferrari   | 0          | baleseti sérülés | 6        |      |

## A világbajnokság állása a verseny után
| H   | Versenyzők         | Pont | H   | Konstruktőrök        | Pont |
| --- | ------------------ | ---- | --- | -------------------- | ---- |
| 1.  | Sebastian Vettel   | 259  | 1.  | Red Bull-Renault     | 426  |
| 2.  | Mark Webber        | 167  | 2.  | McLaren-Mercedes     | 295  |
| 3.  | Fernando Alonso    | 157  | 3.  | Ferrari              | 231  |
| 4.  | Jenson Button      | 149  | 4.  | Mercedes GP          | 98   |
| 5.  | Lewis Hamilton     | 146  | 5.  | Renault              | 68   |
| 6.  | Felipe Massa       | 74   | 6.  | Sauber-Ferrari       | 35   |
| 7.  | Nico Rosberg       | 56   | 7.  | Force India-Mercedes | 32   |
| 8.  | Michael Schumacher | 42   | 8.  | Toro Rosso-Ferrari   | 22   |
| 9.  | Vitalij Petrov     | 34   | 9.  | Williams-Cosworth    | 5    |
| 10. | Nick Heidfeld      | 34   | 10. | Lotus-Renault        | 0    |

(A teljes táblázat)

## Statisztikák
Vezető helyen:
- Nico Rosberg: 3 kör (1-2 / 6)
- Sebastian Vettel: 32 kör (3-5 / 11-13 / 18-30 / 32-44)
- Fernando Alonso: 5 kör (7 / 14-17)
- Lewis Hamilton: 3 kör (8-10)
- Jenson Button: 1 kör (31)

Sebastian Vettel 17. győzelme, 24. pole pozíciója, Mark Webber 11. leggyorsabb köre.
- Red Bull 22. győzelme.